# اتحاد سلفی اسلامی
اتحاد سلفی اسلامی(عربی:التجمع الإسلامي السلفي) یک گروه سیاسی سلفی در کویت است. رهبری این گروه به دست خالد سلطان بن عیسی و در سال ۱۹۸۱ بنیان‌گذاری شد. از ۵۰ کرسی موجود و منتخب در مجلس ملی کویت، ۳ کرسی برای اتحاد سلفی اسلامی، از زمان انتخابات مجلس ملی کویت در سال ۲۰۲۴ می‌باشد.

## دیدگاه‌ها
این اتحاد مخالف احزاب سیاسی و تجمع و اعتراض است و همچنین منتقد خاندان آل صباح می‌باشد.
اتحاد سلفی اسلامی موفق شده است قوانینی را که منجر به تفکیک جنسیتی در دانشگاه ها، محدودیت در ورزش های مختلط، رقص و موسیقی زنده می‌شود را مطرح کند.